# Tabernanthe
Tabernanthe é um género botânico pertencente à família Apocynaceae.